# Kommunalwahlen in Nordrhein-Westfalen 2025
Bei den Kommunalwahlen in Nordrhein-Westfalen 2025 werden die Volksvertretungen auf Ebene der Gemeinden, Städte und Kreise im Land Nordrhein-Westfalen neu gewählt. Die Kommunalwahlen finden am 14. September 2025 statt. Zu wählen sind die Vertretungen aller Städte, Gemeinden, Kreise und Stadtbezirke sowie die meisten Landräte, Oberbürgermeister und Bürgermeister („verbundene Wahlen“ auf Gemeinde- und Kreisebene). Auf dem Gebiet des Regionalverbands Ruhr findet auch die Wahl der Verbandsversammlung statt. Etwaige Stichwahlen werden am 28. September 2025 durchgeführt. Ursprünglich war auch die Wahl zum 21. Deutschen Bundestag für den Tag der Stichwahl angesetzt, diese wurde jedoch auf den 23. Februar 2025 vorgezogen.

## Wahlrecht
Wahlberechtigt sind deutsche Staatsangehörige sowie Staatsangehörige der übrigen 26 Mitgliedstaaten der Europäischen Union (vgl. Unionsbürgerschaft), die am Wahltag das 16. Lebensjahr vollendet haben, mindestens seit dem 16. Tag vor der Wahl im Wahlgebiet (in der Gemeinde/Stadt bzw. im Kreis) wohnen oder sich sonst gewöhnlich aufhalten und nicht vom Wahlrecht ausgeschlossen sind.
Nach einer gemeinsamen Klage von mehreren kleinen Parteien kippte das NRW-Landesverfassungsgericht im Mai 2025 ein neues Kommunalwahlgesetz, das von CDU, SPD und Grünen verabschiedet worden war. Dabei wäre das Sitzzuteilungsverfahren von Sainte-Laguë/Schepers auf ein neues Verfahren umgestellt worden, welches große Parteien bevorzugt hätte.

## Umfragen

### Landesweit
| Institut            | Datum      | CDU    | SPD    | Grüne  | FDP   | AfD   | Linke | BSW | Sonst. |
| ------------------- | ---------- | ------ | ------ | ------ | ----- | ----- | ----- | --- | ------ |
| Forsa               | 09.07.2025 | 32 %   | 22 %   | 14 %   | 3 %   | 14 %  | 6 %   | 2 % | 7 %    |
| Kommunalwahlen 2020 | 13.09.2020 | 34,3 % | 24,3 % | 20,0 % | 5,6 % | 5,0 % | 3,8 % | —   | 7,0 %  |

### Stadtratswahlen

#### Dortmund
| Institut            | Datum      | SPD    | Grüne  | CDU    | Linke | AfD   | FDP   | BSW | Sonst. |
| ------------------- | ---------- | ------ | ------ | ------ | ----- | ----- | ----- | --- | ------ |
| Forsa               | 23.07.2025 | 24 %   | 17 %   | 24 %   | 10 %  | 15 %  | 2 %   | 2 % | 6 %    |
| Kommunalwahlen 2020 | 13.09.2020 | 30,0 % | 24,8 % | 22,5 % | 5,6 % | 5,5 % | 3,5 % | —   | 8,2 %  |

#### Düsseldorf
| Institut            | Datum      | CDU    | Grüne  | SPD    | FDP   | Linke | AfD   | Volt  | Sonst. |
| ------------------- | ---------- | ------ | ------ | ------ | ----- | ----- | ----- | ----- | ------ |
| pollytix            | 25.07.2025 | 36 %   | 21 %   | 17 %   | 6 %   | 8 %   | 7 %   | 3 %   | 3 %    |
| Kommunalwahlen 2020 | 13.09.2020 | 33,4 % | 24,0 % | 17,9 % | 9,2 % | 4,1 % | 3,6 % | 1,8 % | 6,1 %  |

#### Köln
| Institut            | Datum      | Grüne  | SPD    | CDU    | Linke | FDP   | AfD   | BSW | Sonst. |
| ------------------- | ---------- | ------ | ------ | ------ | ----- | ----- | ----- | --- | ------ |
| Forsa               | 11.07.2025 | 24 %   | 18 %   | 20 %   | 11 %  | 3 %   | 10 %  | 2 % | 12 %   |
| Kommunalwahlen 2020 | 13.09.2020 | 28,5 % | 21,6 % | 21,5 % | 6,5 % | 5,3 % | 4,4 % | —   | 12,3 % |

### Weitere Umfragen
Eine Forsa-Umfrage aus dem Juli 2025 ergab, dass 57 % der Befragten nicht wissen, wann die nächste Kommunalwahl stattfindet.